# Reichspräsidentenwahl 1932

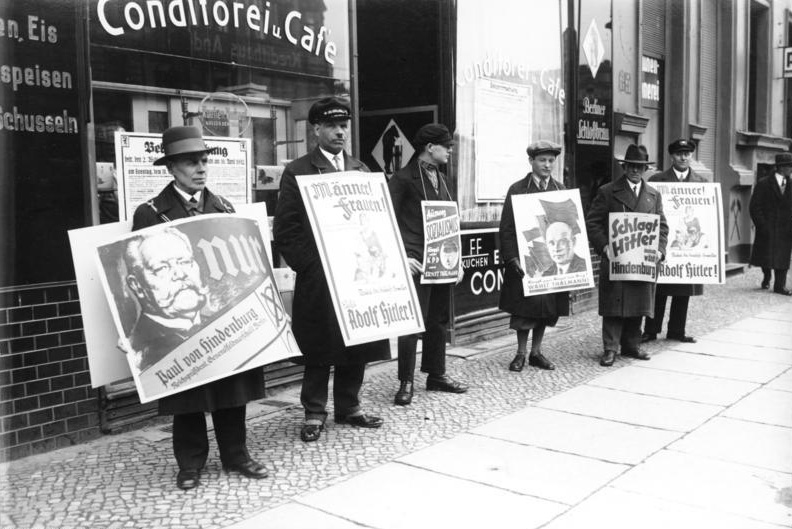
Wahlwerbung vor einem Berliner Wahllokal am 10. April 1932

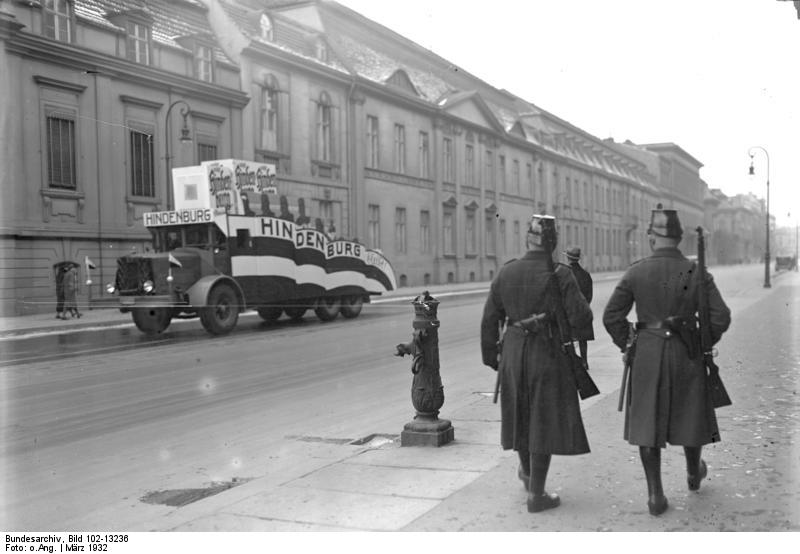
Schutzpolizei im Regierungsviertel während der Reichspräsidentenwahl; im Hintergrund ein Propagandafahrzeug für Hindenburg

Die Reichspräsidentenwahl von 1932 war die zweite und letzte Reichspräsidentenwahl in der Weimarer Republik, bei der der Reichspräsident direkt vom Volk gewählt wurde. Sie fand am 13. März und 10. April 1932 statt. Im zweiten Wahlgang kandidierten Paul von Hindenburg (parteilos), Adolf Hitler (NSDAP) und Ernst Thälmann (KPD). Um einen Reichspräsidenten Hitler zu verhindern, unterstützten – anders als 1925 – SPD, Linksliberale (seit 1930 Deutsche Staatspartei) und Zentrumspartei, die Parteien der so genannten Weimarer Koalition, Hindenburg. Der ging im zweiten Wahlgang als Sieger aus der Wahl hervor. Stimmengewinne für Hitler zeigten, dass der Aufschwung der NSDAP keineswegs gebrochen war.

## Vorgeschichte
Die reguläre Amtszeit des am 26. April 1925 gewählten Paul von Hindenburg endete am 5. Mai 1932. Reichskanzler Heinrich Brüning von der Zentrumspartei versuchte ab Herbst 1931, den Weg für eine Wiederwahl Hindenburgs zu ebnen. Zunächst wollte er eine Volkswahl verhindern und stattdessen im Reichstag eine Verlängerung der Amtszeit Hindenburgs beschließen lassen. Dazu hätte es einer verfassungsändernden Zweidrittelmehrheit bedurft. Brüning brauchte also auch die Zustimmung der politischen Rechten, insbesondere der DNVP und der NSDAP, und machte Hitler deshalb weitreichende Zugeständnisse. Dennoch lehnten Alfred Hugenberg (DNVP) und Hitler seine Vorschläge ab. Hitler konnte diese Vorgänge sogar politisch ausschlachten, indem er sich als Hüter der Verfassung stilisierte. Letztlich blieb nur eine regelgerechte Volkswahl übrig.

## Kandidaten

### Nominierung Hindenburgs

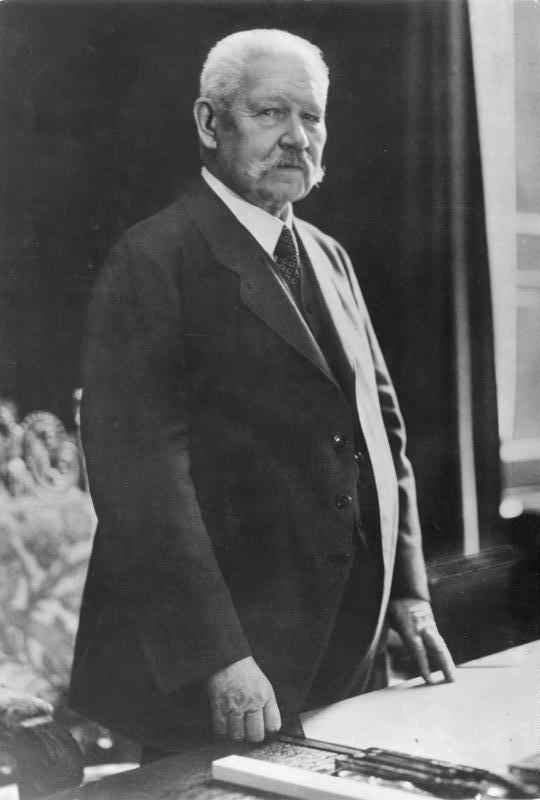
Paul von Hindenburg (1932)

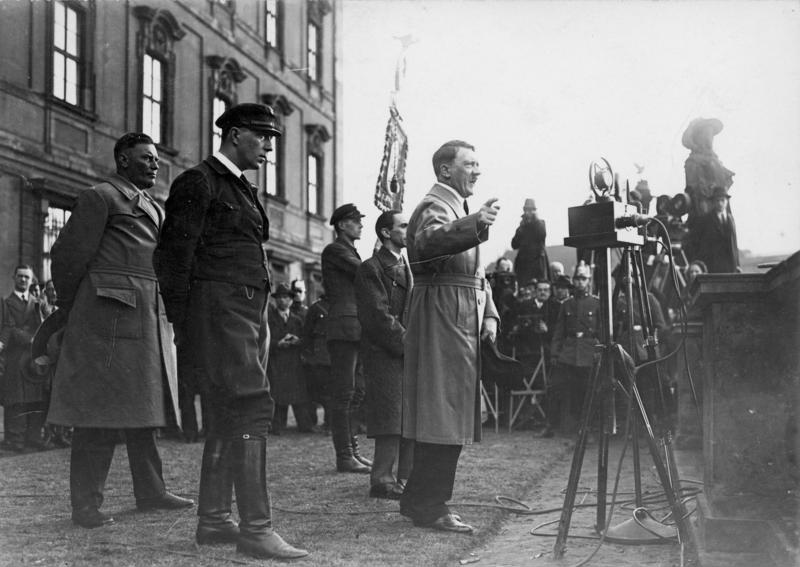
Rede Hitlers im Berliner Lustgarten; v. l. n. r. Wilhelm Brückner, Wolf-Heinrich von Helldorff, Joseph Goebbels, Hitler (4. April 1932)

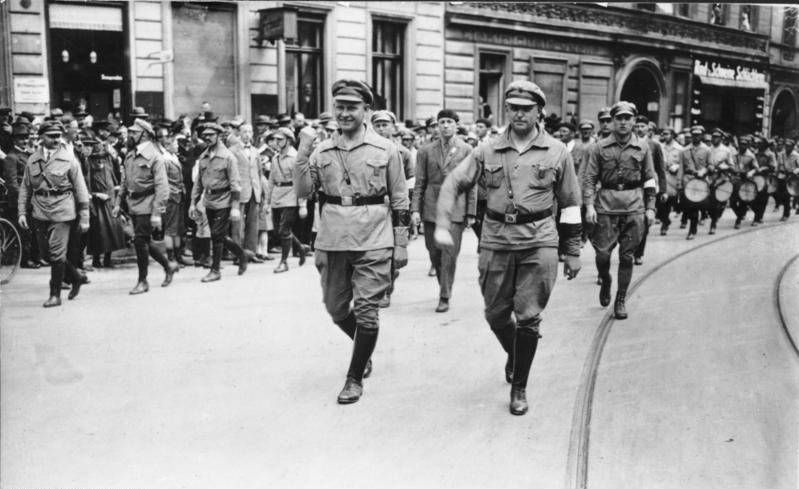
Ernst Thälmann (l.) und Willy Leow beim Reichstreffen des RFB in Berlin (1927)

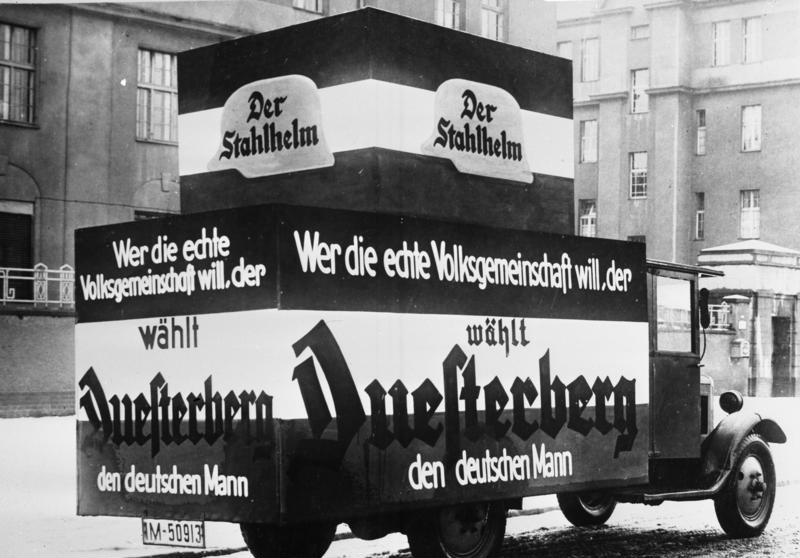
Wahlkampf des Stahlhelms in Berlin: „Wer die echte Volksgemeinschaft will, der wählt Duesterberg, den deutschen Mann“

Der bereits 84-jährige Hindenburg selber hatte sich zunächst noch nicht bereit erklärt, sich erneut zur Wahl zu stellen. Brüning hoffte, dass bei Hindenburg sein Pflichtgefühl siegen würde und auch Hindenburg einen Reichspräsidenten Hitler verhindern wollte. Für Brüning war es angesichts der wahrscheinlichen Mehrheitsverhältnisse klar, dass Hindenburg nur eine Chance zur Wiederwahl hatte, wenn ihn auch die SPD unterstützen würde. Damit Hindenburg angesichts dieser Konstellation nicht doch auf eine Kandidatur verzichtete, mussten aus dem eher rechten politischen Lager Stimmen kommen, die Hindenburg drängten, diesen Schritt zu tun.
Tatsächlich bildete sich am 1. Februar 1932 der sogenannte „Hindenburgausschuss“ mit dem Berliner Oberbürgermeister Heinrich Sahm an der Spitze. Dieser Ausschuss veröffentlichte einen Appell ganz im Geist der politischen Rechten. Darin wurde Hindenburg als „der Erste im Kriege, der Erste im Frieden und der Erste im Herzen seiner Mitbürger“ stilisiert. Hindenburg stehe für die „Überwindung des Parteigeistes“ und sei „Sinnbild der Volksgemeinschaft“. Unterschrieben wurde der Aufruf unter anderem von Gerhart Hauptmann, Max Liebermann, dem Hochmeister des Jungdeutschen Ordens, Artur Mahraun, dem Vorsitzenden des Reichsverbandes der deutschen Industrie, Carl Duisberg, dem Generalsekretär der liberalen Hirsch-Dunckerschen Gewerkschaften Ernst Lemmer sowie den ehemaligen Reichswehrministern Otto Geßler (DStP) und Gustav Noske (SPD). Brüning und Sahm gelang es nicht, namhafte Vertreter der Großgrundbesitzer oder rechte Verbände wie den Stahlhelm, Bund der Frontsoldaten mit „ins Boot zu holen“. Allerdings bekannte sich der Kyffhäuserbund zu Hindenburg. Vor diesem Hintergrund erklärte sich Hindenburg zu einer erneuten Kandidatur bereit. Die Deutsche Volkspartei, Deutsche Staatspartei, Zentrum und Bayerische Volkspartei erklärten sich nun auch für Hindenburg.
Brüning war während des Wahlkampfes einer der aktivsten Unterstützer Hindenburgs. Er sah durchaus die politischen und geistigen Defizite des 84-Jährigen. Aber dieser schien der Einzige zu sein, der Hitler schlagen konnte. Eine Wahlkampfrede beendete er mit dem Ausruf: „Hindenburg muss siegen, weil Deutschland leben muss!“ Hindenburg selbst hielt als Kandidat nur eine Rundfunkrede. Er betonte, dass er angetreten sei, um dem „Vaterland die Erschütterungen zu ersparen, die mit der Wahl eines extremen Parteimannes versetzt werden würde.“ Er betonte seine Überparteilichkeit und appellierte an den „Geist von 1914.“ Er versprach, wie im Krieg auch jetzt „in Treue auszuharren und dem deutschen Volke in Treue zu dienen.“

### Haltung der SPD
Die Parteiführung versuchte schon früh, Mitglieder und Wähler auf eine mögliche Unterstützung von Hindenburg vorzubereiten. Ernst Heilmann schrieb: „Die Lebensgefahr für die gesamte deutsche Arbeiterklasse ist der Faschismus, und die aktuelle Todesdrohung gegen alle Freiheit ist der faschistische Reichspräsident.“ Heilmann meinte bei allen Gegensätzen, dass Hindenburg im Gegensatz zu einem Präsidenten Hitler die Verfassung nicht brechen würde. Die Sozialdemokratie „hat alles zu tun, um die Wahl eines Nazireichspräsidenten zu verhindern, eine Wahl, die für Deutschland ebenso wie für die Arbeiterklasse den Untergang bedeutete, und alles dran zu setzen, dass in der Wilhelmstraße ein verfassungstreuer Reichspräsident amtet. Das ist das Ziel, und alles andere ist Nebensache.“ Diese Position war in der Partei allerdings nicht unumstritten. Vom linken Flügel kam die Forderung nach einem eigenen Kandidaten, zumindest für den ersten Wahlgang.
Heinrich Brüning machte der SPD die Entscheidung für Hindenburg nicht leicht, sondern diffamierte die Partei verschiedentlich. Dies hinderte die SPD nicht daran, an dem vom Parteivorstand beschlossenen Kurs einer Unterstützung für Hindenburg festzuhalten. Sie gingen mit einem Aufruf unter dem Titel Schlagt Hitler an die Öffentlichkeit. Die Partei stellte dabei heraus, dass Hindenburg – anders als vor der Reichspräsidentenwahl von 1925 befürchtet – in seiner ersten Amtszeit keinen verfassungsfeindlichen Kurs gefahren habe. Sie machte mit Blick auf die Kandidatur von Thälmann deutlich, dass jede Stimme, die nicht für Hindenburg abgegeben werde, Hitler stärke. Otto Braun, der 1925 ebenfalls kandidiert hatte, wandte sich in einer persönlichen Erklärung an die Wähler, lobte Hindenburg bei aller Kritik als „Verkörperung der Ruhe und Stetigkeit, von Mannestreue und hingebender Pflichterfüllung für das Volksganze.“
Der Wahlkampf war die erste Bewährungsprobe für die Funktionsfähigkeit der Eisernen Front aus Reichsbanner Schwarz-Rot-Gold, den freien Gewerkschaften (ADGB, AfA-Bund), dem Arbeiter-Turn- und Sportbund und der SPD. Nachdem in der Partei die Entscheidung für die Unterstützung Hindenburgs gefallen war, schwenkten auch die innerparteilichen Kritiker auf diesen Kurs ein. Der Partei und der Eisernen Front gelang es, ihre Anhänger zu Großversammlungen zu mobilisieren.

### Nominierung der weiteren Kandidaten
Die Harzburger Front brach auseinander. Die DNVP und der Stahlhelm wollten Hitler nicht zum Präsidentenamt verhelfen und stellten mit Theodor Duesterberg einen eigenen Kandidaten auf. Während des Wahlkampfes wurde Duesterberg von der NSDAP als „Vierteljude“ diffamiert.
Dass die NSDAP Hitler nominieren würde, war von Anfang an klar, und Joseph Goebbels verkündete dies in einer Rede im Berliner Sportpalast. Allerdings gab es dabei noch einen formalen Hinderungsgrund. Um bei der Wahl antreten zu können, war es notwendig, dass der seit 1925 staatenlose Hitler die deutsche Staatsbürgerschaft erhielt. Erst Ende Februar 1932, aber gerade noch rechtzeitig für die Reichspräsidentenwahl, erhielt Hitler diese, indem der von einer NSDAP-DNVP-Koalition regierte Freistaat Braunschweig ihn zum Schein zum Gesandten Braunschweigs bei der Landesvertretung in Berlin ernannte und damit zum Staatsbeamten. Damit war automatisch die deutsche Staatsbürgerschaft verbunden.

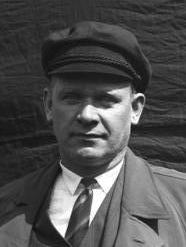
Ernst Thälmann als Kandidat bei der Reichspräsidentenwahl 1932.

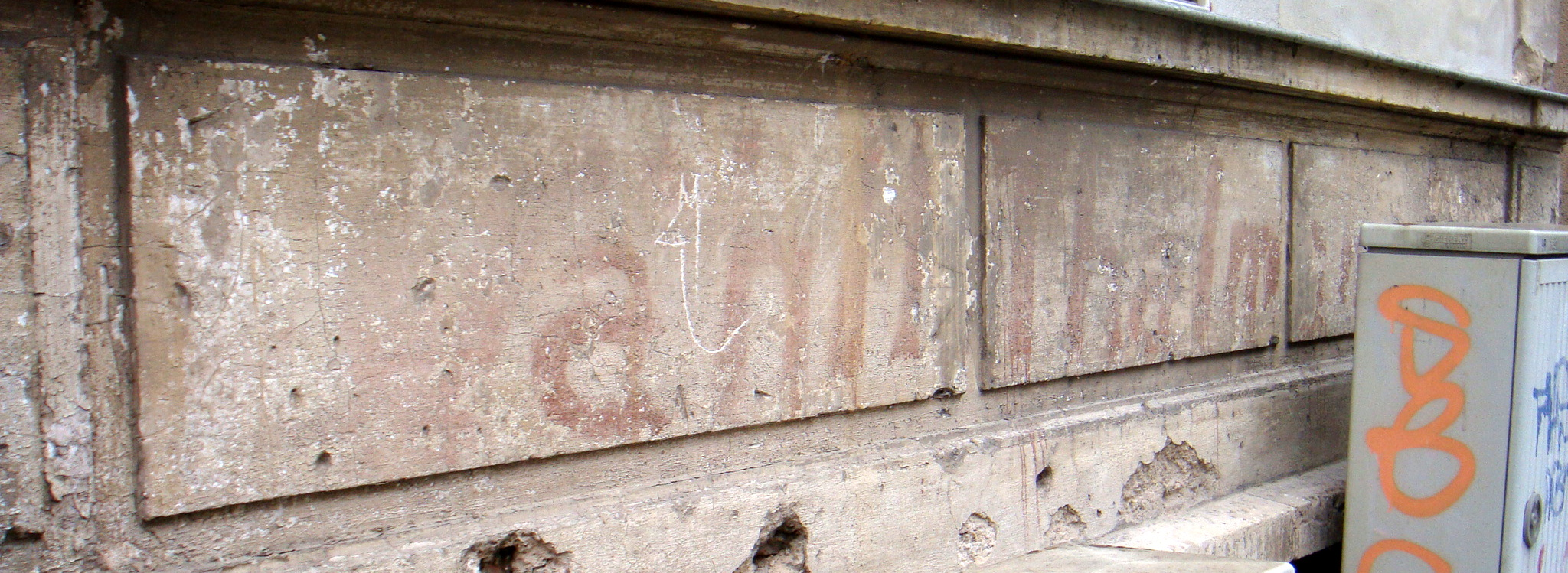
81 Jahre später: In Weimar ist auch im Jahr 2013 die originale Wahlwerbung „Wählt Thälmann“ für den Kandidaten der KPD zur Reichspräsidentenwahl 1932 noch zu lesen.

Für die Kommunistische Partei trat Ernst Thälmann an. Sowohl die Parteiführung wie auch die Komintern hofften, dass Thälmann bei einer erwarteten Unterstützung der SPD für Hindenburg einen Großteil der SPD-Anhänger für sich gewinnen könnte. Tatsächlich musste vielen SPD-Anhängern eine Unterstützung des erklärten Monarchisten Hindenburg als ein Unding erscheinen. Eine Parole der KPD lautete: „Wer Hindenburg wählt, wählt Hitler, wer Hitler wählt, wählt den Krieg.“ Es gelang der KPD, bei allen weiter bestehenden Vorbehalten, die Unterstützung der kleinen Linksorganisationen Sozialistische Arbeiterpartei und des Internationalen Sozialistischen Kampfbundes für Thälmann zu erreichen. Auch von linken Intellektuellen wie Carl von Ossietzky bekam Thälmann Zustimmung, weil dieser der einzige linke Kandidat sei.
Im Munde für eine Nominierung waren Gerhart Hauptmann und Heinrich Mann.

## Wahlgänge

### 1. Wahlgang

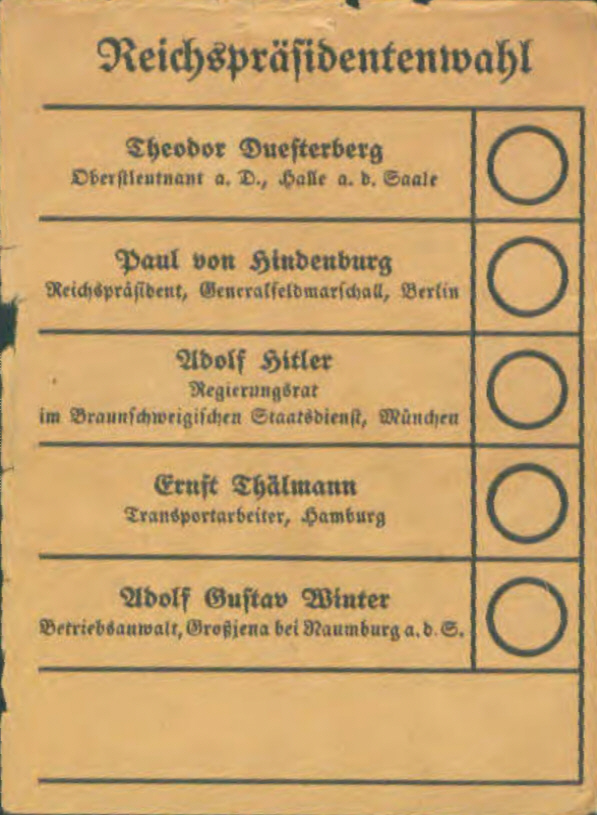
Stimmzettel beim 1. Wahlgang

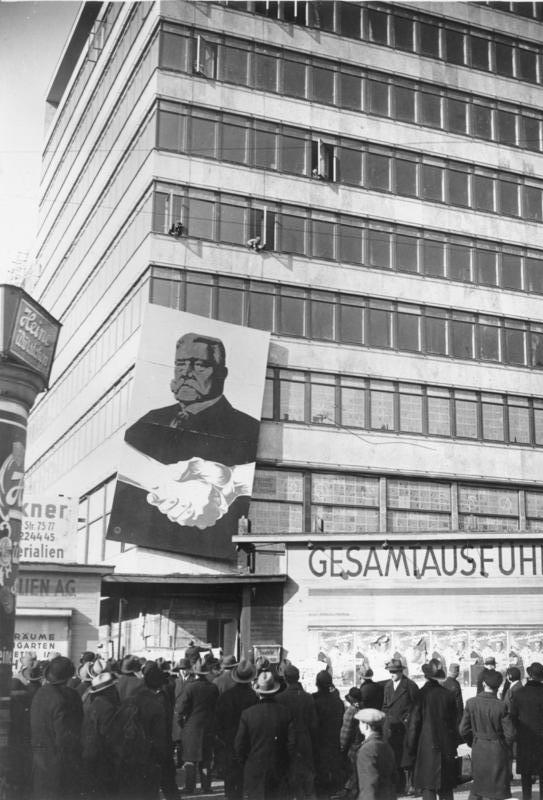
Wahlwerbung für Hindenburg im ersten Wahlgang

Im ersten Wahlgang traten fünf Kandidaten an. Neben den bereits Genannten bewarb sich noch Gustav A. Winter für die Inflationsgeschädigten.
Eine Kuriosität dieses Wahlkampfes waren von Joseph Sablatnig entwickelte Lautsprecherflugzeuge, die Wahlwerbung aus der Luft verbreiteten.
Der Wahlgang fand am 13. März 1932 statt. Die Wahlbeteiligung lag bei 86,2 %. Um zu gewinnen, war im ersten Wahlgang die absolute Mehrheit der abgegebenen Stimmen nötig, die keiner der Kandidaten erreichte. Hindenburg hatte mit 49,5 % die absolute Mehrheit knapp verfehlt. Deutlich schwächer schnitt Hitler mit 30,1 % und abgeschlagen Thälmann mit 13,2 % und Duesterberg mit 6,8 % ab. Völlig bedeutungslos blieb Winter mit 0,3 %. Daneben wurden noch einige tausend zersplitterte Stimmen abgegeben.
| 49,5 %              | 30,1 %       | 13,2 %         | 6,8 %               | 0,3 %            |
| Paul von Hindenburg | Adolf Hitler | Ernst Thälmann | Theodor Duesterberg | Gustav A. Winter |

Bei genauerer Betrachtung zeigt sich, dass die Parteien, die Hindenburg unterstützten, im Vergleich zur letzten Reichstagswahl an Kraft verloren hatten. Hätten alle ehemaligen Wähler diesmal für Hindenburg gestimmt, hätte dieser auf 61,3 % der Stimmen kommen müssen.
Im Gegensatz zur Wahl von 1925 konnte Hindenburg in solchen Gebieten besonders große Stimmenanteile erzielen, die zu den Hochburgen der SPD und des Zentrums gehörten. Die absolute Mehrheit erhielt Hindenburg in ganz Süddeutschland, in der Provinz Westfalen, in der Rheinprovinz, in den Wahlkreisen Hamburg, Weser-Ems, Hessen-Darmstadt, Dresden-Bautzen, Leipzig und Oppeln. Im ländlichen und protestantischen Gebieten, die 1925 Hochburgen Hindenburgs gewesen waren, schnitt er diesmal unterdurchschnittlich ab. In drei Wahlkreisen konnte Hitler Hindenburg überflügeln. Dies waren Pommern, Schleswig-Holstein und Chemnitz-Zwickau.
Die Parteien, die Hindenburg unterstützten, waren trotz des knapp verfehlten Sieges erleichtert. Der SPD-Vorstand betonte vor allem die Niederlage der NSDAP. Die Gefahr, die von dieser Partei ausging, wurde noch einmal deutlich, nachdem der preußische Innenminister Carl Severing Einrichtungen von Partei und SA hatte durchsuchen lassen. Dabei stießen die Beamten auf Beweise, wonach die SA am Wahltag in Bereitschaft für gewalttätige Maßnahmen gestanden hatte. Auch Beweise für hoch- und landesverräterische Pläne wurden sichergestellt. Die Folge war nach langen politischen Auseinandersetzungen auf Reichsebene ein schärferes Vorgehen gegen die SA.
Die NSDAP hatte verglichen mit der Reichstagswahl von 1930 fünf Millionen Stimmen hinzugewinnen können. Ein baldiges Ende des nationalsozialistischen Siegeszuges war damit nicht in Sicht. Aber die eigene Propaganda hatte die Erwartungen der Parteimitglieder so hoch geschraubt, dass das Ergebnis als schwere Niederlage empfunden wurde. Hitler selbst gab sich aber weiterhin siegesgewiss und rief für den zweiten Wahlgang zu einer Verstärkung der Anstrengungen auf.
Auch die KPD hatte im Vergleich zur letzten Reichstagswahl 400.000 Stimmen hinzugewinnen können. Damit war der Zuwachs deutlich geringer als bei den zurückliegenden Landtagswahlen. Der Zugewinn im Vergleich zur Reichstagswahl lag bei unbedeutenden 0,1 %. In den Großstädten Berlin und Hamburg musste die Partei sogar erhebliche Verluste hinnehmen. Sie musste einräumen, dass es nicht gelungen sei, viele Arbeiter vom Einfluss des „Sozialfaschismus“ los zu reißen. Unbeschadet dessen hielt die Partei auch für den zweiten Wahlgang an der Kandidatur Thälmanns fest. Gemäß dem Willen Stalins sollte die Partei im Wahlkampf sich vor allem auf die SPD als „gemäßigten Flügel des Faschismus und des Zwillingsbruders des Hitlerfaschismus“ konzentrieren.

### 2. Wahlgang

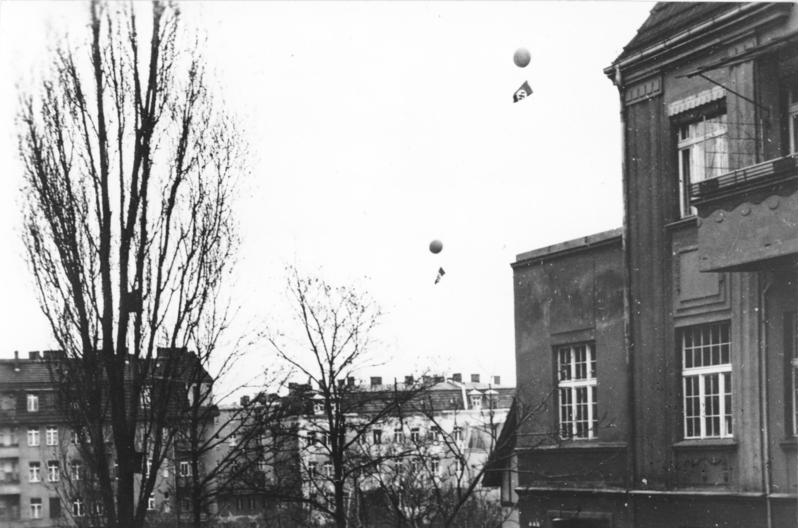
Aufsteigende Hakenkreuzballons als Wahlwerbung der NSDAP im zweiten Wahlgang

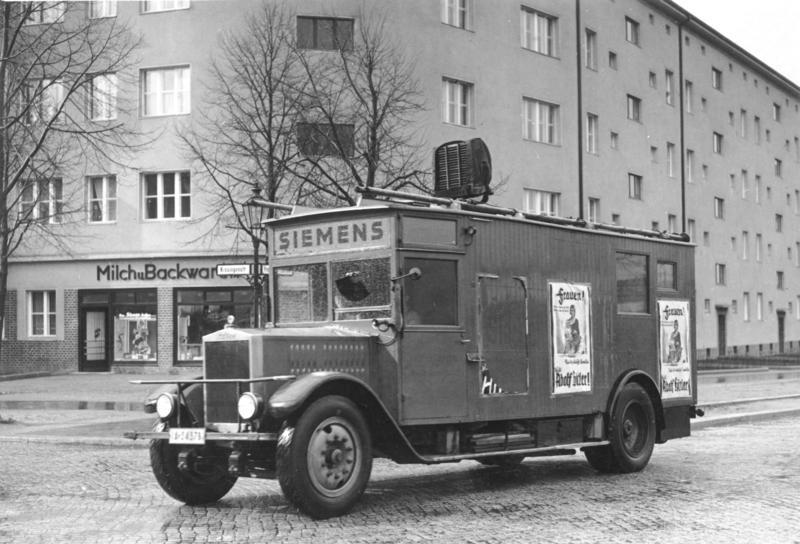
Wahlkampf der NSDAP für den zweiten Wahlgang

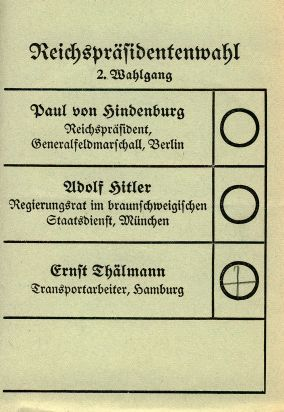
Stimmzettel beim 2. Wahlgang

Der Wahlkampf für den zweiten Wahlgang war kurz, aber intensiv. Eine Notverordnung verbot für die Osterzeit alle öffentlichen Wahlveranstaltungen. Die öffentlichen Auseinandersetzungen konzentrieren sich daher auf die Tage vom 4. bis 9. April. Duesterberg hatte nach dem ersten Wahlgang erklärt, nicht noch einmal antreten zu wollen. Gustav A. Winter hatte seine Kandidatur ebenfalls zurückgezogen. Damit blieben nur noch die drei Kandidaten Hindenburg, Hitler und Thälmann übrig. Der Stahlhelm forderte seine Mitglieder zur Wahlenthaltung auf und die DNVP blieb indifferent. Der Reichslandbund sprach sich für die Wahl Hitlers aus. Die großen Industrieverbände gaben keine Wahlempfehlung ab. Nur wenige Großunternehmer sprachen sich für Hindenburg aus. Auf der anderen Seite blieb Fritz Thyssen, der Hitler unterstützte, eine Ausnahme.
Der zweite Wahlgang fand am 10. April 1932 statt. Um zu gewinnen, war im zweiten Wahlgang die relative Mehrheit der abgegebenen Stimmen nötig.
| 53,1 %              | 36,8 %       | 10,2 %         |
| Paul von Hindenburg | Adolf Hitler | Ernst Thälmann |

Die Wahl endete mit einem Sieg Hindenburgs, der 53,1 % der Stimmen erhielt. Auf Hitler entfielen 36,8 % und auf Thälmann 10,2 %. Die Wahlbeteiligung beim zweiten Wahlgang lag mit 83,5 % etwas niedriger als beim ersten Durchgang.
Dies war zwar ein Erfolg für die Hindenburg tragenden Parteien, aber bei näherem Hinsehen stellt man fest, dass Hitler vom Ausscheiden Duesterbergs deutlich stärker profitieren konnte als Hindenburg. Hindenburg konnte 700.000 Stimmen, Hitler aber über 2 Millionen Stimmen dazugewinnen. Thälmann dagegen büßte fast 1,3 Millionen Stimmen ein. Die sinkenden Stimmenzahlen für Thälmann gingen vor allem darauf zurück, dass es nicht gelang, alle bisherigen Befürworter erneut zu mobilisieren. Aber in einigen Wahlkreisen sind auch direkte Wählerwanderungen von der KPD hin zur NSDAP wahrscheinlich. Dies geschah etwa im Wahlkreis Chemnitz-Zwickau.
Im Hinblick auf das Wahlverhalten von Männern und Frauen zeigt sich, dass in den Wahlbezirken, wo nach Geschlechtern abgestimmt wurde, tendenziell mehr Frauen als Männer für Hindenburg stimmten. Umgekehrt war es bei Hitler; dieser wurde stärker von Männern gewählt. Am schlechtesten schnitt Thälmann bei den Frauen ab.

### Ergebnisübersicht
Die Ergebnisse lauteten wie folgt:
| Kandidat (Partei)                                                         | 1. Wahlgang (13. März 1932) | 1. Wahlgang (13. März 1932) | 2. Wahlgang (10. April 1932) | 2. Wahlgang (10. April 1932) |
| ------------------------------------------------------------------------- | --------------------------- | --------------------------- | ---------------------------- | ---------------------------- |
| Paul von Hindenburg (Weimarer Koalition)                                  | 18.651.497                  | 49,5 %                      | 19.359.983                   | 53,1 %                       |
| Adolf Hitler (NSDAP)                                                      | 11.339.446                  | 30,1 %                      | 13.418.547                   | 36,8 %                       |
| Ernst Thälmann (KPD)                                                      | 4.983.341                   | 13,2 %                      | 3.706.759                    | 10,2 %                       |
| Theodor Duesterberg (Stahlhelm)                                           | 2.557.729                   | 6,8 %                       | –                            | –                            |
| Gustav A. Winter (Inflationsgeschädigte)                                  | 111.423                     | 0,3 %                       | –                            | –                            |
| Sonstige                                                                  | 4.881                       | 0,0 %                       | 5.472                        | 0,0 %                        |
| Prozentwerte beziehen sich auf die Anzahl der abgegeben gültigen Stimmen. |                             |                             |                              |                              |
| Wahlberechtigte                                                           | 43.949.681                  | 100,0 %                     | 44.063.958                   | 100,0 %                      |
| Abgegebene Stimmen                                                        | 37.890.451                  | 86,2 %                      | 36.771.787                   | 83,5 %                       |
| Gültige Stimmen                                                           | 37.648.317                  | 99,4 %                      | 36.490.761                   | 99,2 %                       |
| Ungültige Stimmen                                                         | 242.134                     | 0,6 %                       | 281.016                      | 0,8 %                        |

Mehrheiten im ersten und zweiten Wahlgang nach Wahlkreisen (mit prozentualem Stimmenanteil des führenden Kandidaten)
Erster Wahlgang
Zweiter Wahlgang

## Folgen
Die SPD verbuchte den Erfolg Hindenburgs für sich. Ernst Heilmann urteilte, dass die Wiederwahl „ein großer Sieg der Partei, ein Triumph der Demokratie“ gewesen sei. Aber in gewisser Weise verschärfte sie die politische Krise auch. Hindenburg konnte den Umständen des zweiten Wahlgangs wenig abgewinnen, verdankte er den Sieg doch in erster Linie den ungeliebten Sozialdemokraten und Katholiken. Unmittelbar danach setzte zudem ein Vertrauensverlust Hindenburgs gegenüber Brüning ein, der während der Wahl sein aktivster Fürsprecher gewesen war. Der Entlassung Brünings am 29. Mai folgte mit Franz von Papen ein Kanzler, der die Republik ablehnte. Am 30. Januar 1933 ernannte Hindenburg Hitler zum Reichskanzler und erlaubte ihm die geforderte Auflösung des Reichstags für Neuwahlen. Am 4. Februar erließ Hindenburg die Verordnung des Reichspräsidenten zum Schutze des Deutschen Volkes, mit der zunächst Meinungs- und Versammlungsfreiheit aufgehoben wurden, sowie am 28. Februar die Verordnung des Reichspräsidenten zum Schutz von Volk und Staat, mit der die übrigen Grundrechte außer Kraft gesetzt wurden. Hindenburg verstarb am 2. August 1934, bereits einen Tag zuvor hatte Adolf Hitler per Gesetz die Ämter des Reichskanzlers und des Reichspräsidenten in seiner Person vereinigt. Am 19. August 1934 ließ die nationalsozialistische Regierung das Volk mit der Volksabstimmung über das Staatsoberhaupt des Deutschen Reichs über diese Ämterzusammenlegung abstimmen, wodurch der Urnengang 1932 die letzte Reichspräsidentenwahl im Deutschen Reich blieb.